# Арсеньева, Елизавета Алексеевна
Елизаве́та Алексе́евна Арсе́ньева, урождённая Столы́пина (1773—1845, Тарханы, Пензенская губерния) — бабушка Михаила Юрьевича Лермонтова со стороны матери. В среде биографов поэта получила титул «самой знаменитой бабушки русской литературы».
После смерти мужа и единственной дочери Елизавета Алексеевна обрела смысл жизни в заботах о внуке, с которым почти не расставалась. Стихотворений, посвящённых Арсеньевой, в творческом наследии Лермонтова не обнаружено, однако сохранились его письма, а также воспоминания родственников и знакомых, свидетельствующие о том, что бабушка была для Михаила Юрьевича «самым близким человеком».

## Биография
Елизавета Алексеевна была представительницей дворянского рода Столыпиных, уходящего корнями в XVI век. Она родилась в семье пензенского помещика, губернского предводителя дворянства Алексея Емельяновича Столыпина (1744—1817) и Марии Афанасьевны Столыпиной, до замужества Мещериновой. Её отец, недолгое время учившийся в Московском университете, имел репутацию человека, ценящего искусство. В симбирском имении Столыпина были созданы хор и театр; основу труппы составляли крепостные актёры, однако дочери Алексея Емельяновича, в том числе юная Елизавета Алексеевна, также принимали участие в постановках. Наукам её обучали домашние педагоги; несмотря на некоторую «ограниченность образования», она неплохо разбиралась в гуманитарных дисциплинах и впоследствии легко находила общий язык с друзьями своего внука.

### Жизнь в браке
В 1794 году Елизавета Столыпина вышла замуж за елецкого помещика, капитана лейб-гвардии Преображенского полка Михаила Васильевича Арсеньева. После свадьбы чета перебралась в село Тарханы, купленное на деньги (58 000 рублей) от приданого невесты и записанное на имя Арсеньевой. В имении площадью 4080 десятин земли числилось около 500 крепостных крестьян-мужчин; новая хозяйка сразу перевела их с оброка на барщину. Место было благодатное, с дубовой рощей, липовой аллеей, садами, прудами, речкой Милорайкой.

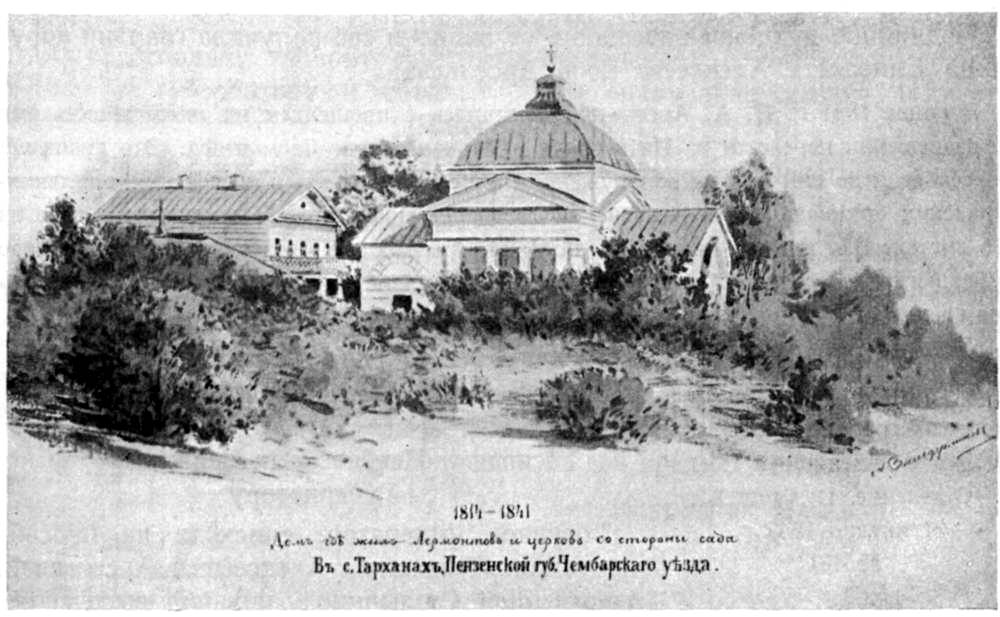
Усадьба в Тарханах. Рисунок А. Бильдерлинга. 1883 год

Через год в семье родилась дочь Мария. Появление ребёнка не сблизило, а отдалило Арсеньевых друг от друга; страсть, которой Михаил Васильевич воспылал к соседке-помещице А. М. Мансыревой, стала причиной фактического прекращения супружеских отношений. При этом Елизавета Алексеевна была недурна собой и весьма разумна; внешне и характером она напоминала «помещицу старого закала вроде Татьяны Марковны Бережковой в „Обрыве“ Гончарова». Позже товарищи Лермонтова нашли другое сравнение: они называли бабушку поэта Марфой Посадницей. Историк литературы Михаил Лонгинов, мать которого была знакома с Арсеньевой, вспоминал о ней как об интересной собеседнице, в неспешной речи которой «заключалось всегда что-нибудь занимательное».

Елизавета Алексеевна была среднего роста, стройна, со строгими, решительными, но весьма симпатичными чертами лица. Важная осанка, спокойная, умная, неторопливая речь подчиняли ей общество… Прямой, решительный характер её в более молодые годы носил на себе печать повелительности и, может быть, отчасти деспотизма.
Однозначного мнения о том, что стало причиной преждевременного ухода Михаила Васильевича из жизни, у исследователей нет. По версии Павла Висковатова (подтверждаемой авторами Лермонтовской энциклопедии), он покончил с собой в начале января 1810 года. Литературный критик Александр Скабичевский в посвящённом поэту очерке, впервые опубликованном в 1891 году, утверждал, что Арсеньев «умер от неожиданного удара». Биографы сходятся в одном: смерть настигла мужа Елизаветы Алексеевны в день проведения домашнего спектакля «Гамлет», в котором Михаил Васильевич играл роль могильщика.
Уход Михаила Васильевича был воспринят Арсеньевой с величайшей скорбью. Впоследствии она вспоминала о супружеской жизни с теплотой, уверяя, что хотя «была немолода и некрасива», муж относился к ней ласково. После его кончины у Елизаветы Арсеньевны появилась привычка увеличивать собственный возраст. Цветущая 37-летняя женщина, облачённая в чёрные одежды, в одночасье превратилась в бабушку — отныне родственники называли её именно так.

### Дочь
Арсеньева осталась с дочерью Марией — болезненной девушкой, выглядевшей и в детские годы, и в молодости «хрупким, нервным созданием». Известие о том, что Мария Михайловна решила стать женой отставного армейского офицера Юрия Петровича Лермонтова, с которым познакомилась во время пребывания в гостях у знакомых в селе Васильевском Орловской губернии, вызвало у Елизаветы Алексеевны протест. Тем не менее свадьба состоялась, после чего Лермонтовы поселились в Тарханах. В 1814 году на свет появился мальчик, получивший от деда не только имя, но и характер: по утверждению Арсеньевой (1836), у внука «нрав и свойства совершенно Михаила Васильевича».
Мария Михайловна, которую жители Тархан запомнили как человека мягкого и душевного, любила играть на пианино для маленького сына. Лермонтов пребывал в «нежном возрасте», когда она умерла от туберкулёза (1817), однако в сознании поэта запечатлелись некоторые фрагменты их недолгого общения:

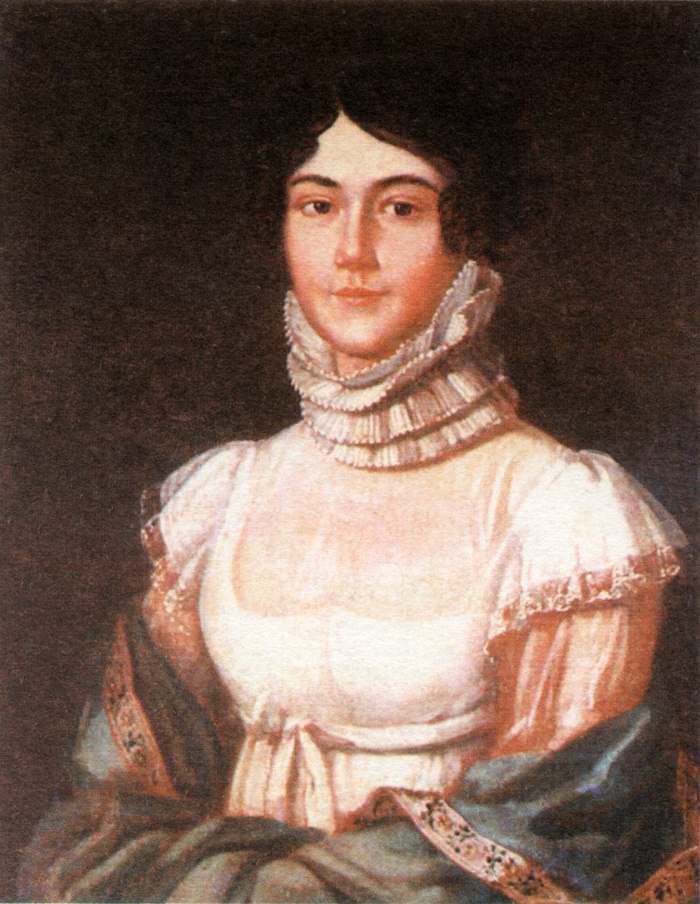
М. М. Лермонтова

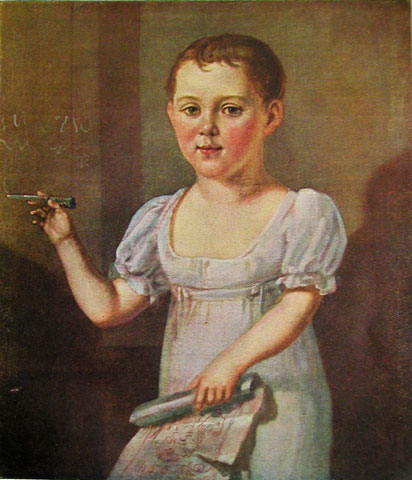
М. Ю. Лермонтов. 1817—1818

                   Когда я был трёх лет, то была песня, от которой

                   я плакал: её не могу теперь вспомнить, но уверен,

                   что если б услыхал её, она бы произвела прежнее

                   действие. Её певала мне покойная мать.

                   М. Ю. Лермонтов

После смерти дочери Елизавета Алексеевна отдала распоряжение сломать старую усадьбу, напоминавшую о пережитых трагедиях; на её месте была воздвигнута каменная церковь Марии Египетской. Вместе с внуком Арсеньева поселилась в одноэтажном доме с мезонином, находившемся в саду. С той поры до самой смерти её жизнь была посвящена Михаилу.

## Отношения с зятем
Овдовев, Юрий Петрович Лермонтов получил от Арсеньевой вексель на 25 000 рублей; по мнению некоторых исследователей, Елизавета Алексеевна с помощью «финансовой заинтересованности» пыталась убедить зятя отказаться от воспитания Михаила, другие считают, что речь идёт о сумме, выделенной в своё время Марии Михайловне в качестве приданого и оставшейся в руках Арсеньевой в виде «инструмента манипулирования».
Постоянно тревожась о том, чтобы зять (уехавший после похорон жены из Тархан на родину, в имение Кропотово Тульской губернии) не забрал мальчика, бабушка составила завещание, согласно которому имение достанется Михаилу только при условии, что «оной внук мой будет по жизнь мою до времени совершеннолетнего его возраста находиться при мне, на моём воспитании, попечении, без всякого на то препятствия отца его, а моего зятя». В качестве подстраховки Арсеньева возложила на своих братьев право опеки над наследством юного Мишеля, поставив в качестве обязательного условия запрет на передачу мальчика отцу.
Нечастые встречи отца и сына, тем не менее, происходили: в 1827 году Мишель приезжал в Кропотово, где жил Юрий Петрович; когда Лермонтов перебрался в Москву, свидания стали происходить не реже раза в год. Вплоть до своего 16-летия юноша не был осведомлён о деталях семейной тяжбы. Знакомство с бабушкиным завещанием (1830) настолько потрясло юного поэта, что в этот период он был «на грани ухода к отцу».
Ужасная судьба отца и сына

Жить розно и в разлуке умереть,

И жребий чуждого изгнанника иметь

На родине с названьем гражданина!

Однако ж тщетны были их желанья:

Мы не нашли вражды один в другом,

Хоть оба стали жертвою страданья!

Не мне судить, виновен ты иль нет.

Отрывок из стихотворения Лермонтова

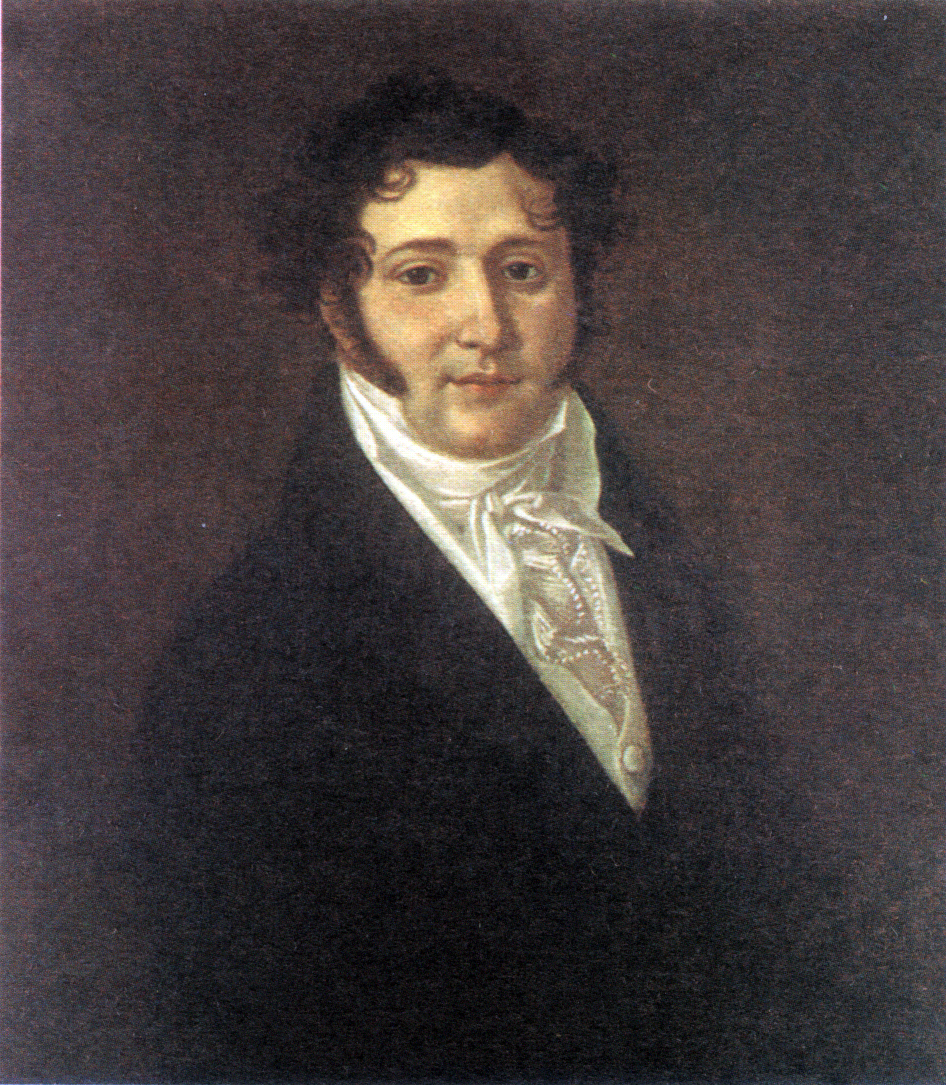
Ю. П. Лермонтов

Профессор Московского университета Алексей Зиновьевич Зиновьев, готовивший Лермонтова к поступлению в пансион и поощрявший его первые шаги в литературе, отмечал в своих воспоминаниях, что «Миша не понимал противоборства между бабушкой и отцом». Откликом на сложную семейную историю стала вышедшая из-под пера Лермонтова драма «Menschen und Leidenschaften» («Люди и страсти»), герой которой произносит: «У моей бабки, моей воспитательницы — жёсткая распря с отцом, и всё это на меня упадает». Та же самая тема — страдания юноши из-за вынужденной разлуки с отцом — нашла отражение в стихотворениях «Я видел тень блаженства» («О мой отец! где ты? где мне найти твой гордый дух?») и «Ужасная судьба отца и сына», написанных в 1831 году, после смерти Юрия Петровича.

## Источники дохода

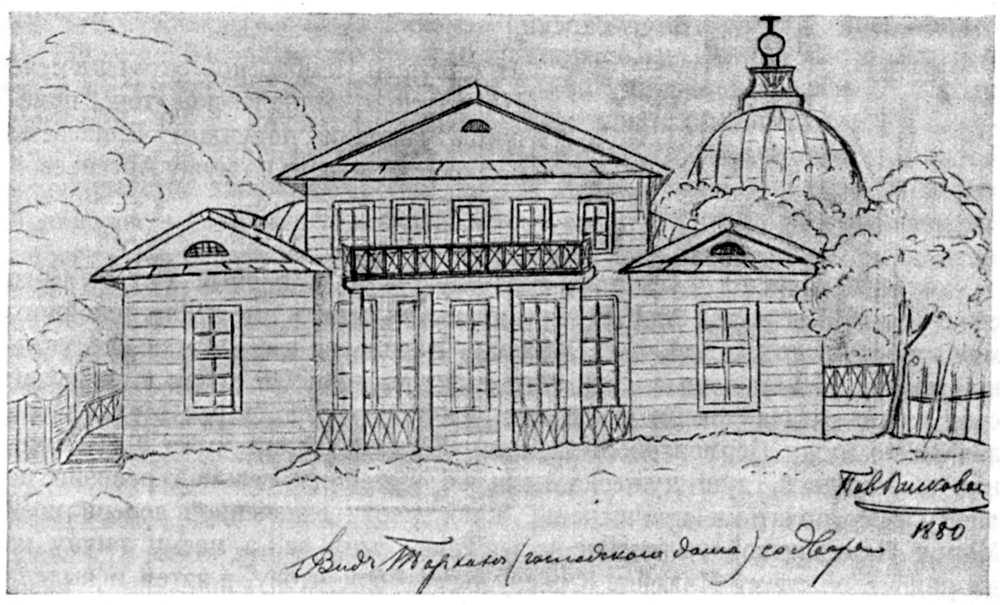
Дом в Тарханах со стороны двора. Рисунок П. Висковатова. 1880

### Воспитание

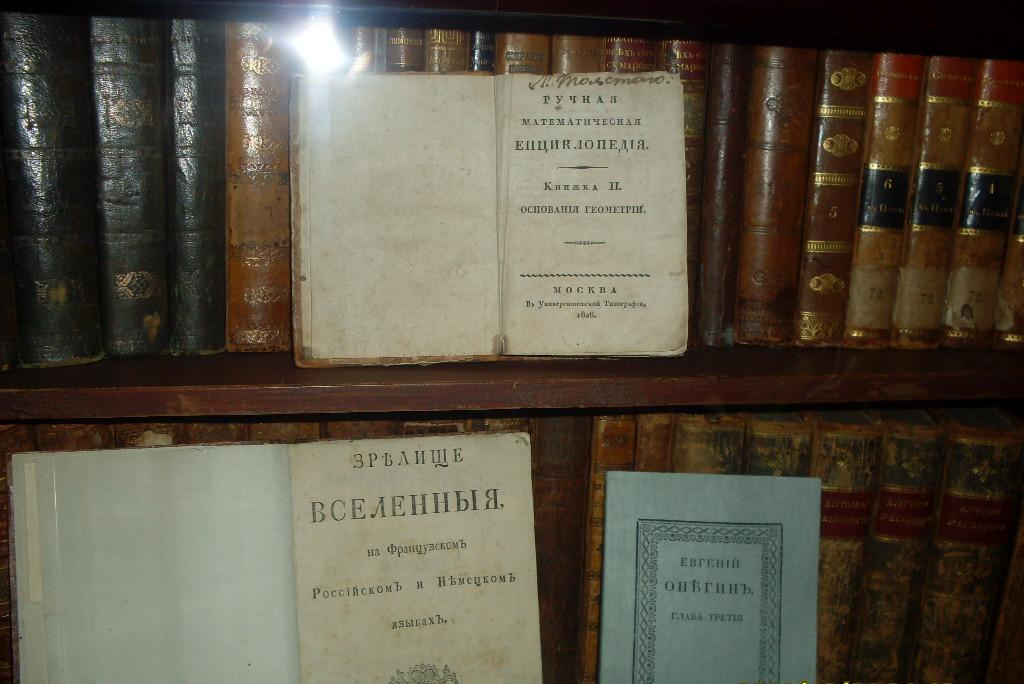
Библиотека Лермонтова в Тарханах

### Дуэль и смерть

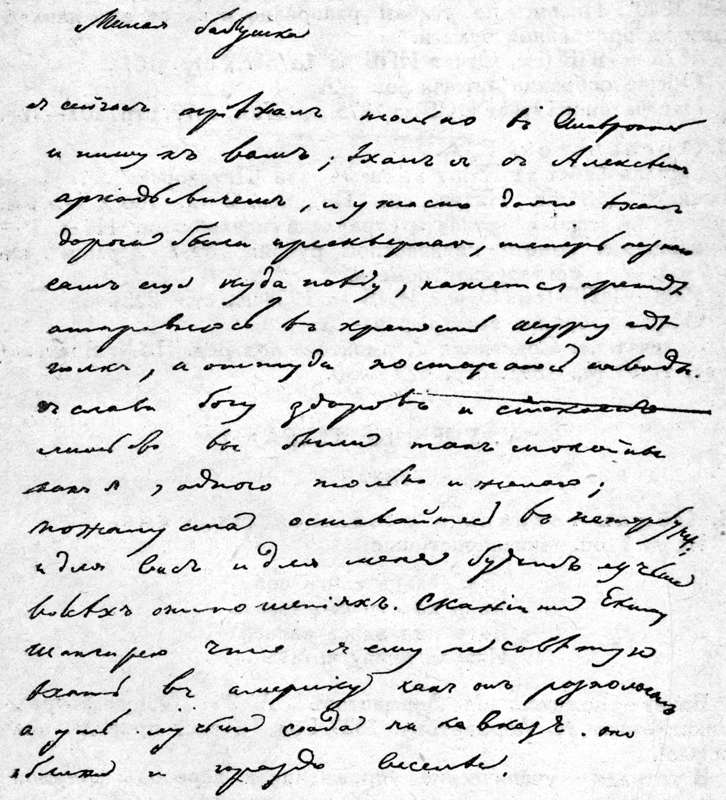
Письмо Лермонтова Е. А. Арсеньевой. 9 мая 1841

## Последние годы

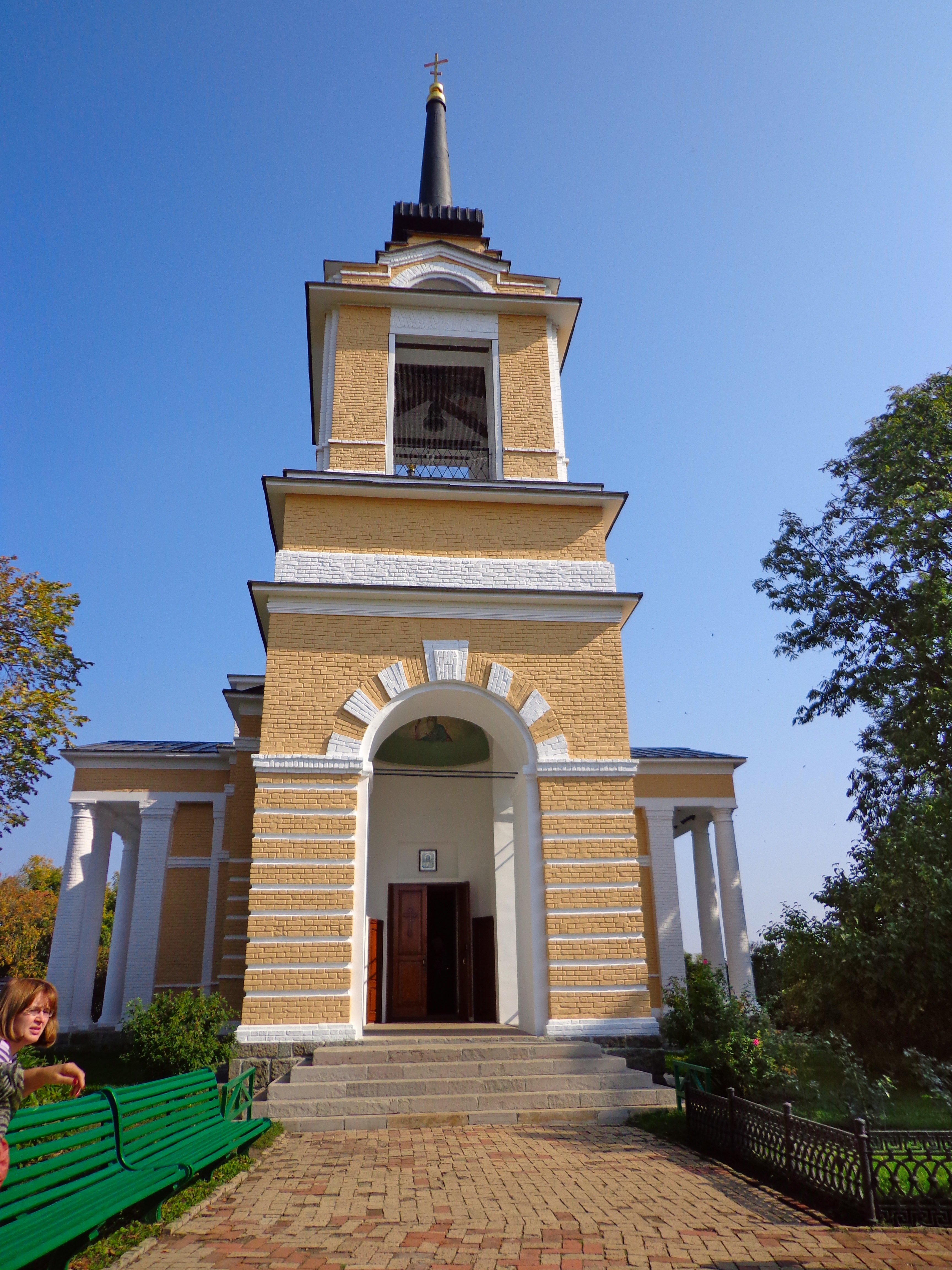
Часовня-усыпальница в Тарханах. Здесь похоронены М. Ю. Лермонтов, М. В. Арсеньев, М. М. Лермонтова, Е. А. Арсеньева